# IC 4863
IC 4863 — галактика типу *2 (подвійна зірка) у сузір'ї Стрілець.
Цей об'єкт міститься в оригінальній редакції індексного каталогу.